# Belgian Beer World

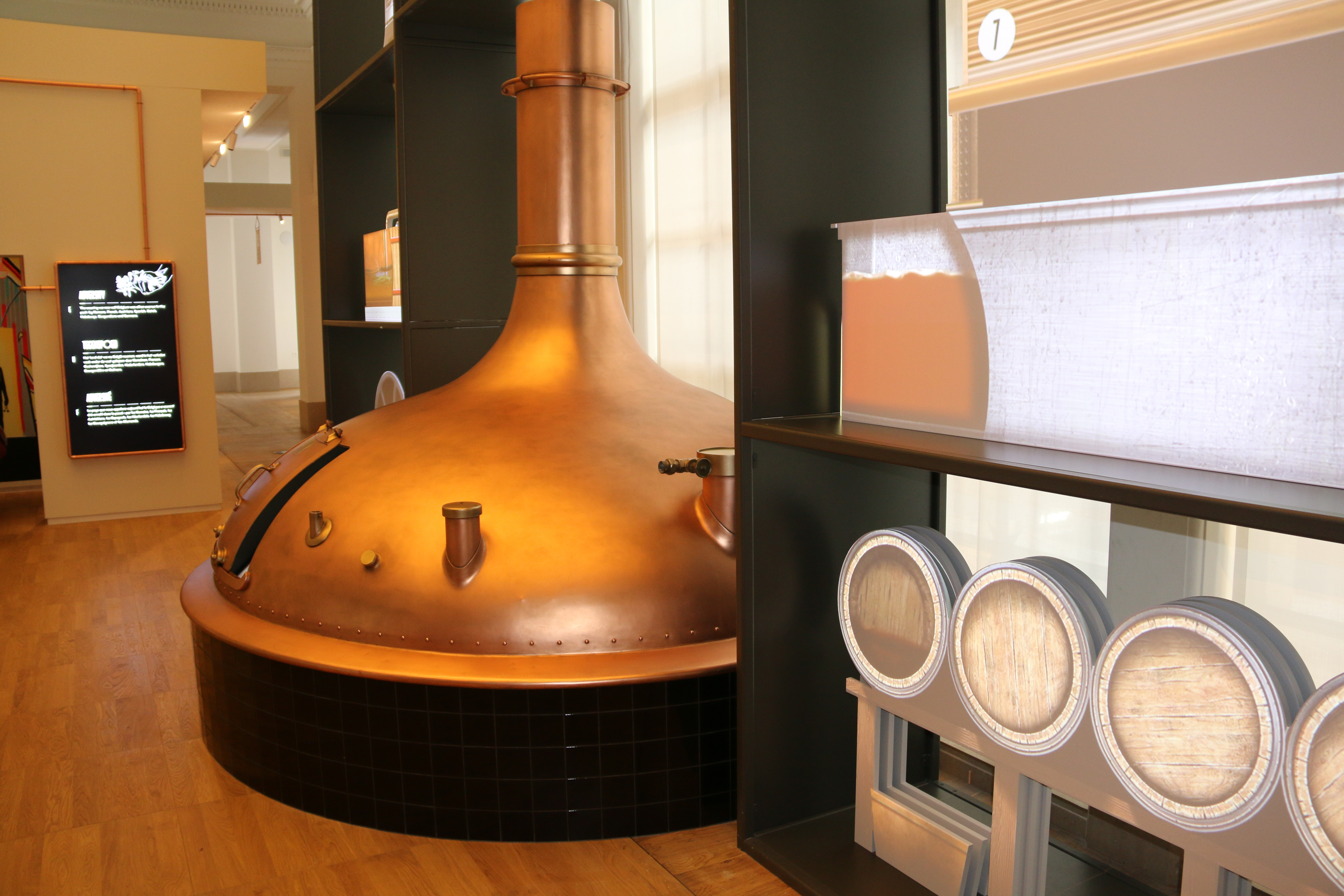
Belgian Beer World

Het biermuseum Belgian Beer World is een belevingscentrum rond de Belgische biercultuur, gelegen in de voormalige Beurs van Brussel in België.

## Voorgeschiedenis
De Beurs is gelegen op het Beursplein in het centrum van Brussel en is sinds 2011 eigendom van de Stad Brussel. Van 1858 tot 2015 werd het historische gebouw uit de beaux-arts-periode gebruikt voor beursactiviteiten, maar daarna enkel nog voor tijdelijke tentoonstellingen. Op initiatief van lokale politici en de vereniging van de Belgische Brouwers werd een project opgestart om de Beurs deels een herbestemming te geven als beleveniscentrum rond het erfgoedaspect van de Belgische biercultuur, dat door Unesco als immaterieel cultureel erfgoed erkend is.
Het biermuseum-project heette initieel Belgian Beer Temple, drie jaar later Belgian Beer Palace en uiteindelijk werd voor Belgian Beer World gekozen.

## Ontwikkeling
In 2015 werd een architectuurwedstrijd georganiseerd van projectvoorstellen voor volledige renovatie en herbestemming in verscheidene functies van het gebouw. De Brusselse Bouwmeester en ander juryleden verkozen het gezamenlijke voorstel van het Gentse architectenbureau Robbrecht en Daem, en het Brussels architectenbureau Baneton-Garrino. Als onderdeel van hun project kregen de twee hoogste verdiepingen het biermuseum als herbestemming en het dak werd verbouwd tot een degustatieruimte van 350 vierkante meter groot met 49 tapkranen en met een goudkleurige luifel als overdekking. De opvallende luifel kreeg als bijnaam 'de wafel' wegens zijn overeenkomstige vorm.
Verdere onderdelen van het plan, die effectief uitgewerkt werden, waren een openbare ruimte met voetgangerszone op de gelijkvloers, een restaurant, expositie- en vergaderruimtes, en de archeologische site Bruxella 1238. De Beurs bleef eigendom van de Stad Brussel die het autonoom gemeentebedrijf (AGB) Bourse-Beurs opstartte om het gebouw te beheren.
De bouw duurde van 2020 tot 2023. De renovatie kostte 80 miljoen euro. Het budget van de verbouwingen voor het biermuseum was 11 miljoen euro, 5 miljoen euro was afkomstig van lokale tot internationale overheidsinstanties en 6 miljoen van Belgische brouwerijen. Een honderdtal brouwerijen werkten mee aan het project. Brusselse kunstenaars hielpen het interieur ontwerpen. Op 9 september 2023 werd het Belgian Beer World officieel geopend.

## Belevingscentrum
In het Belgian Beer World is het interactieve bierbelevingsparcours opgedeeld in zes multimediazones met elk een apart thema rond bier. Onder meer het verhaal van de Belgische biercultuur en de invloed van het Belgische bier in het buitenland worden verteld. Ook het brouwproces van bieren wordt gedetailleerd uitgelegd. Digitale projecties nodigen de bezoekers uit om te interageren en 'multisensoriële ateliers' laten hen de aroma's en smaken in bier ervaren. De 'beer wall' is een muur van glazen vitrines die 1.100 Belgische bieren tentoonstelt. Op het einde van het gidsloos museumparcours worden de bezoekers ontvangen op het dakterras 'Sky Bar'. Na sluitingstijd van het museum is de Sky Bar openbaar toegankelijk.

## Fotogalerij

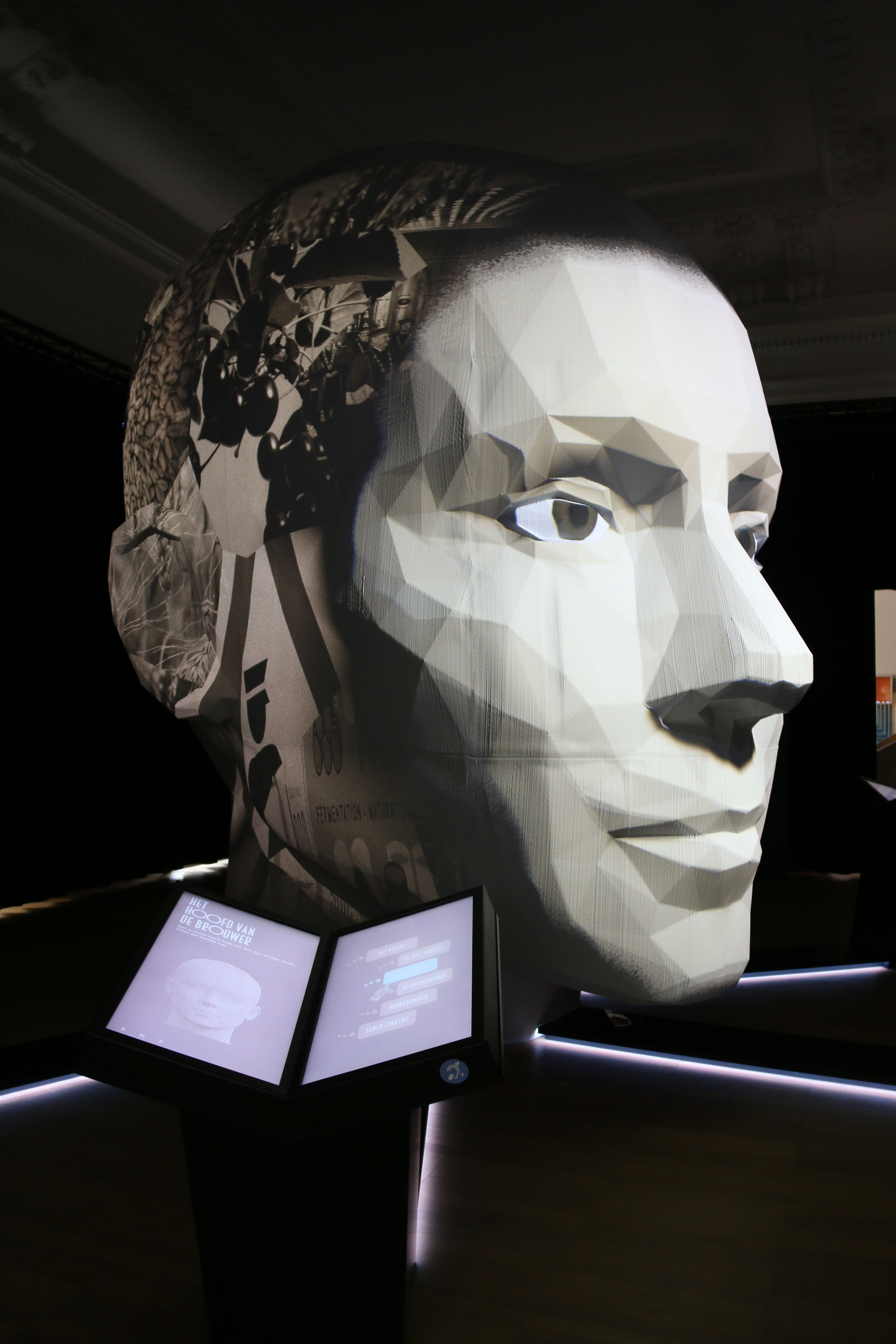
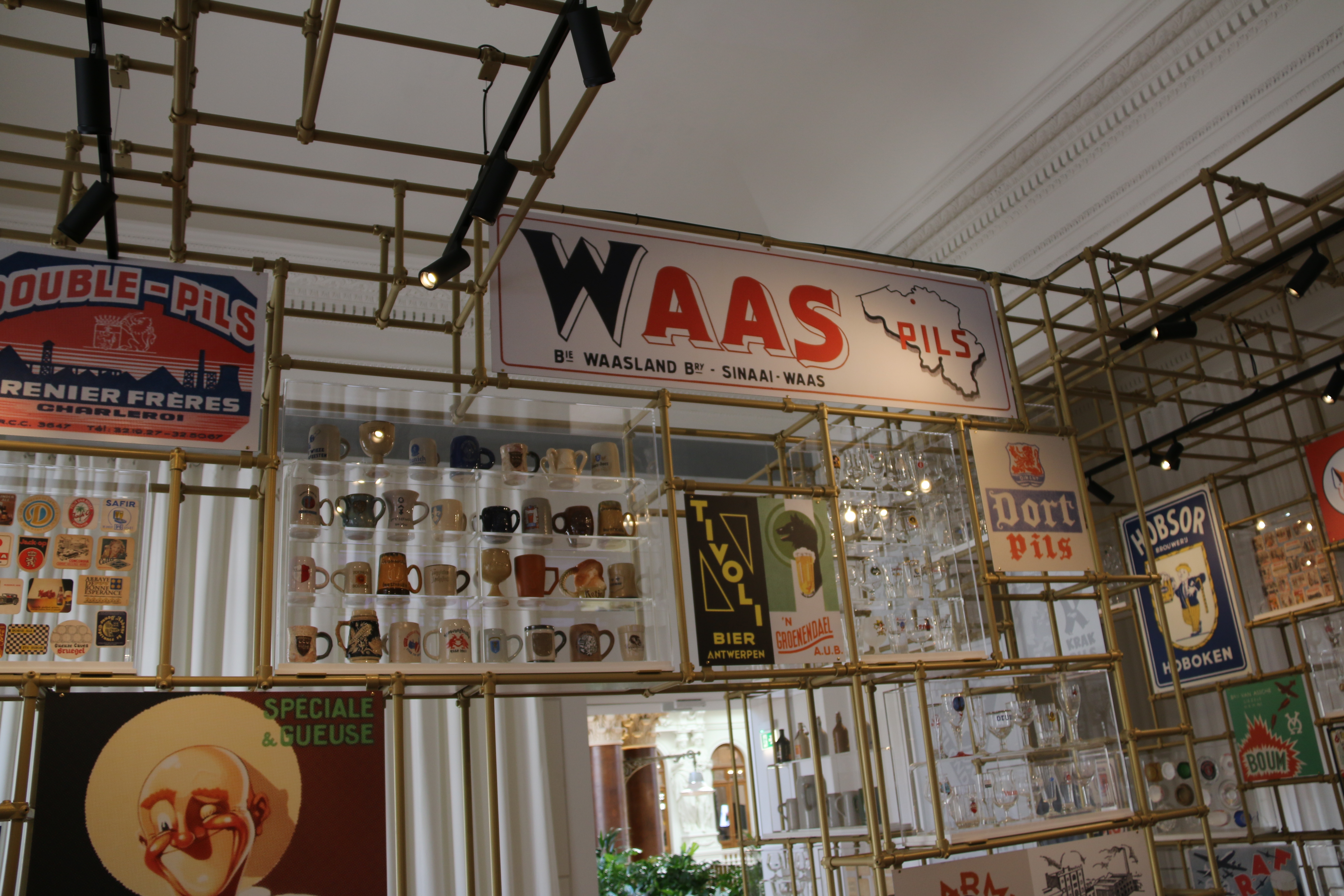
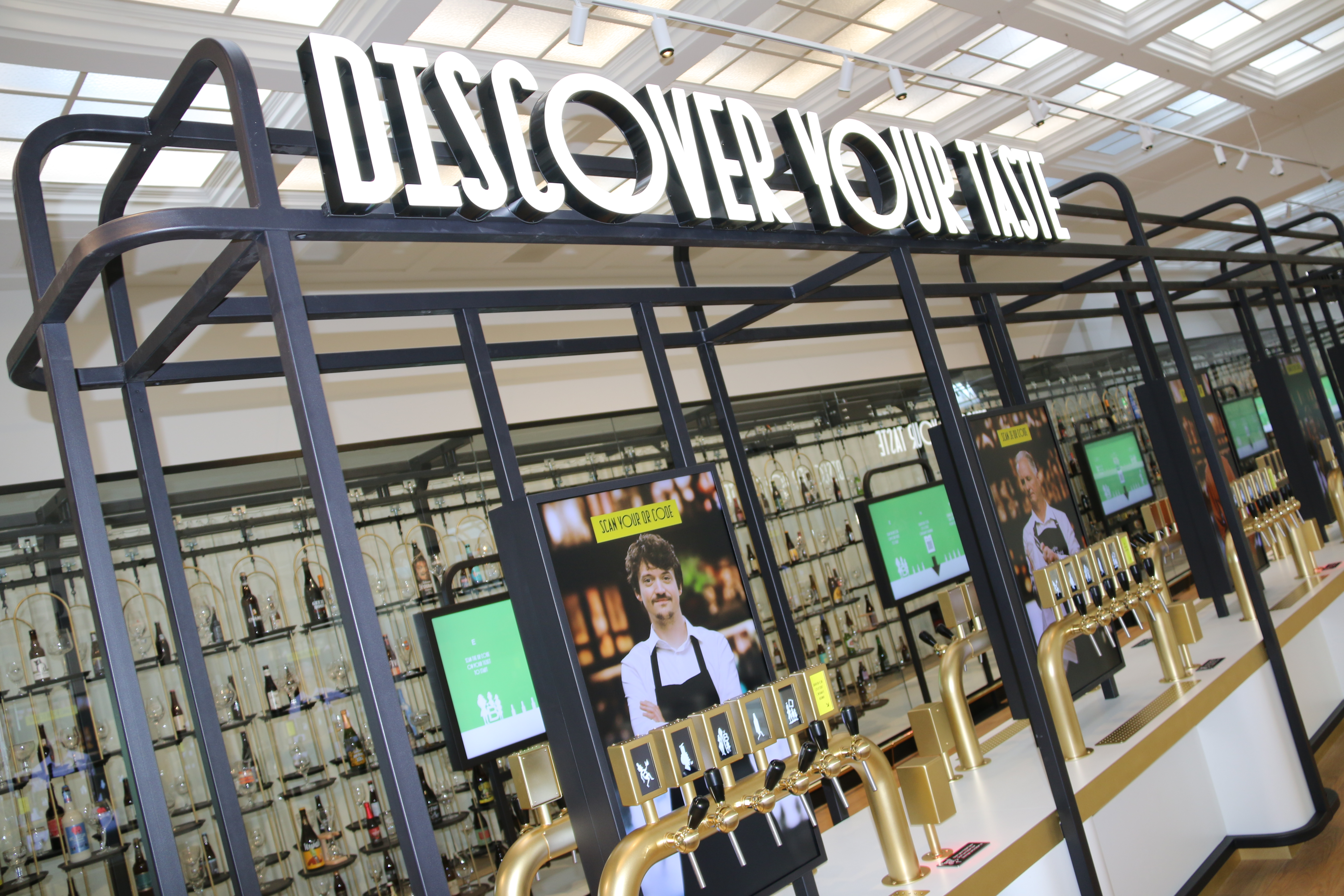
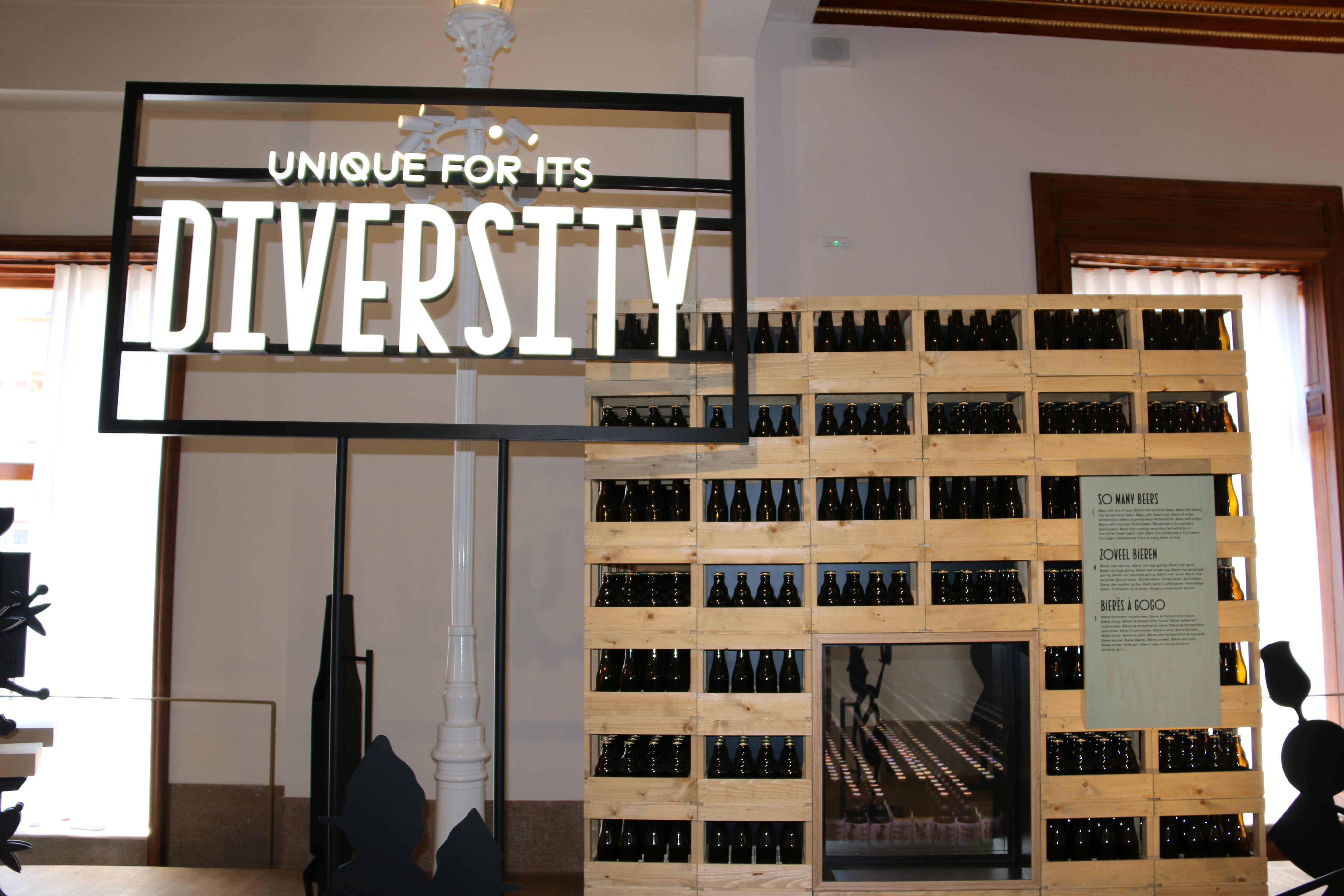
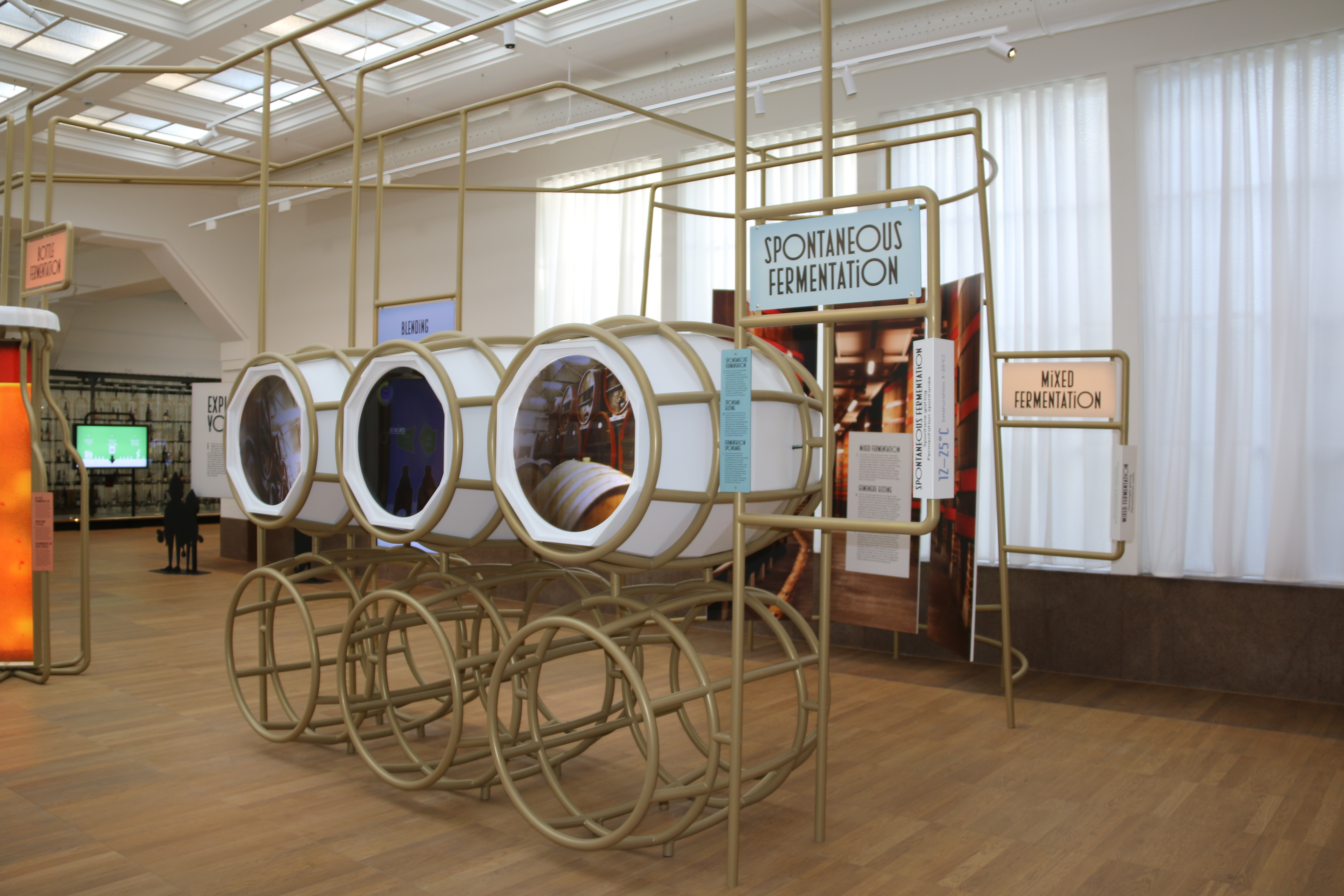
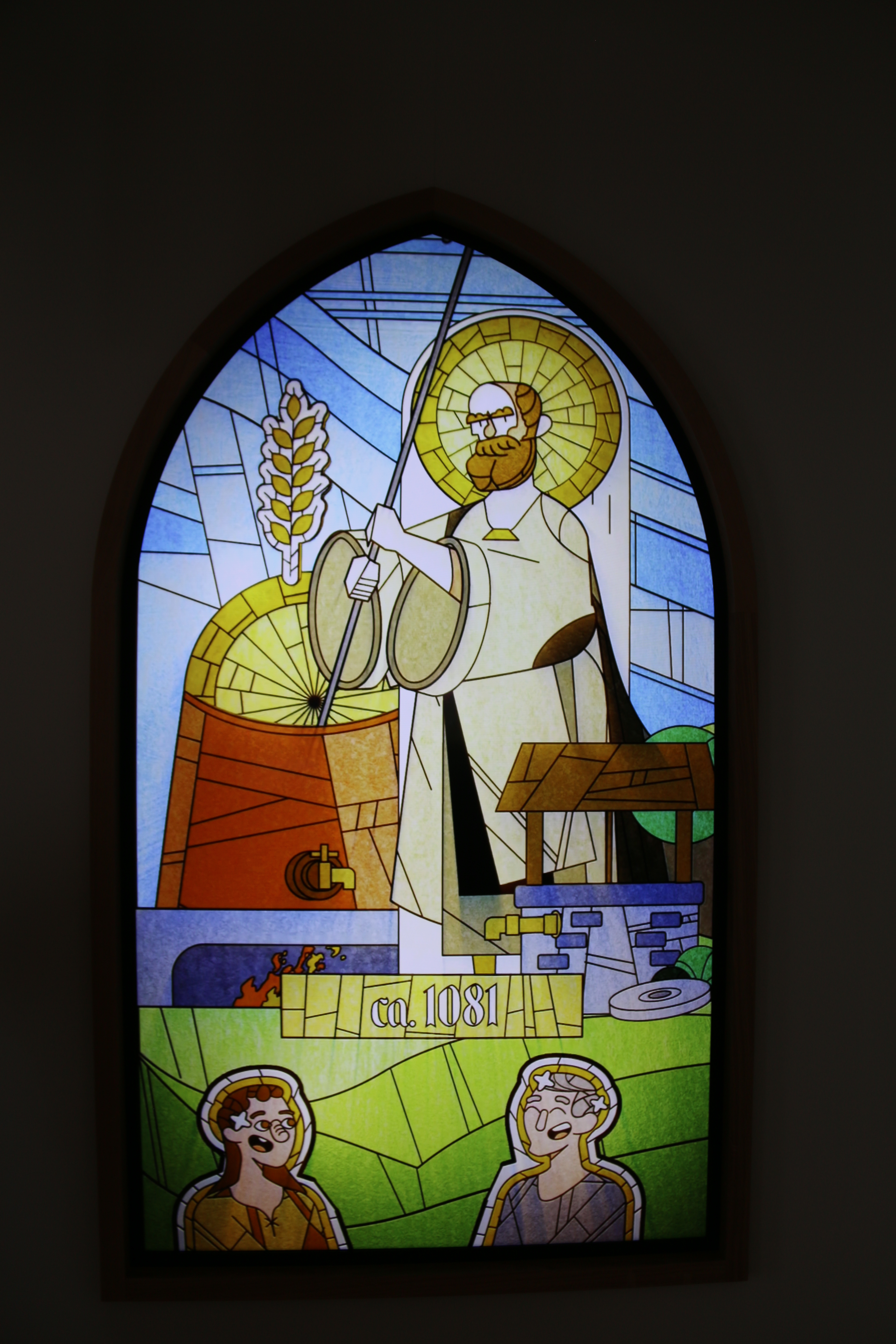
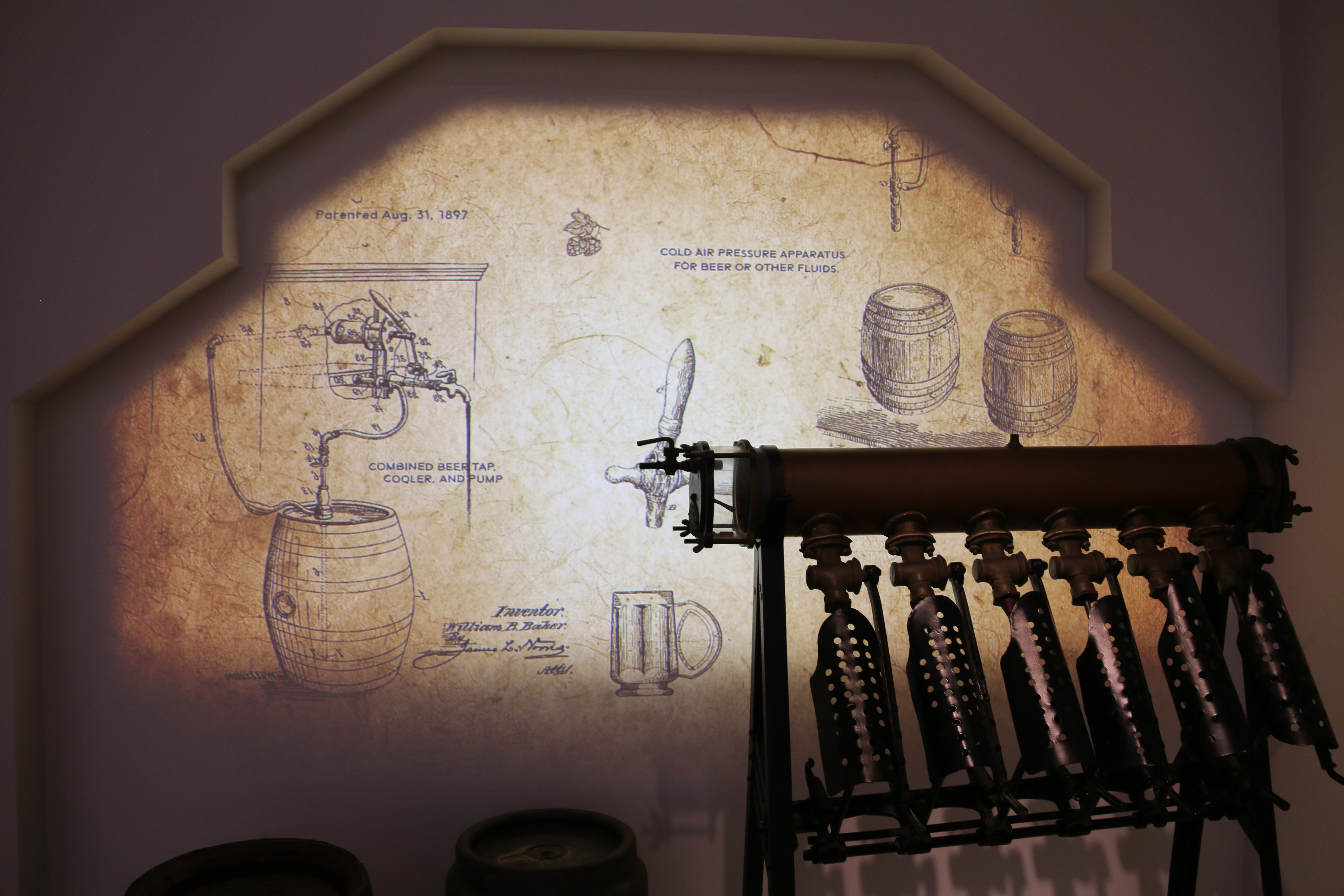
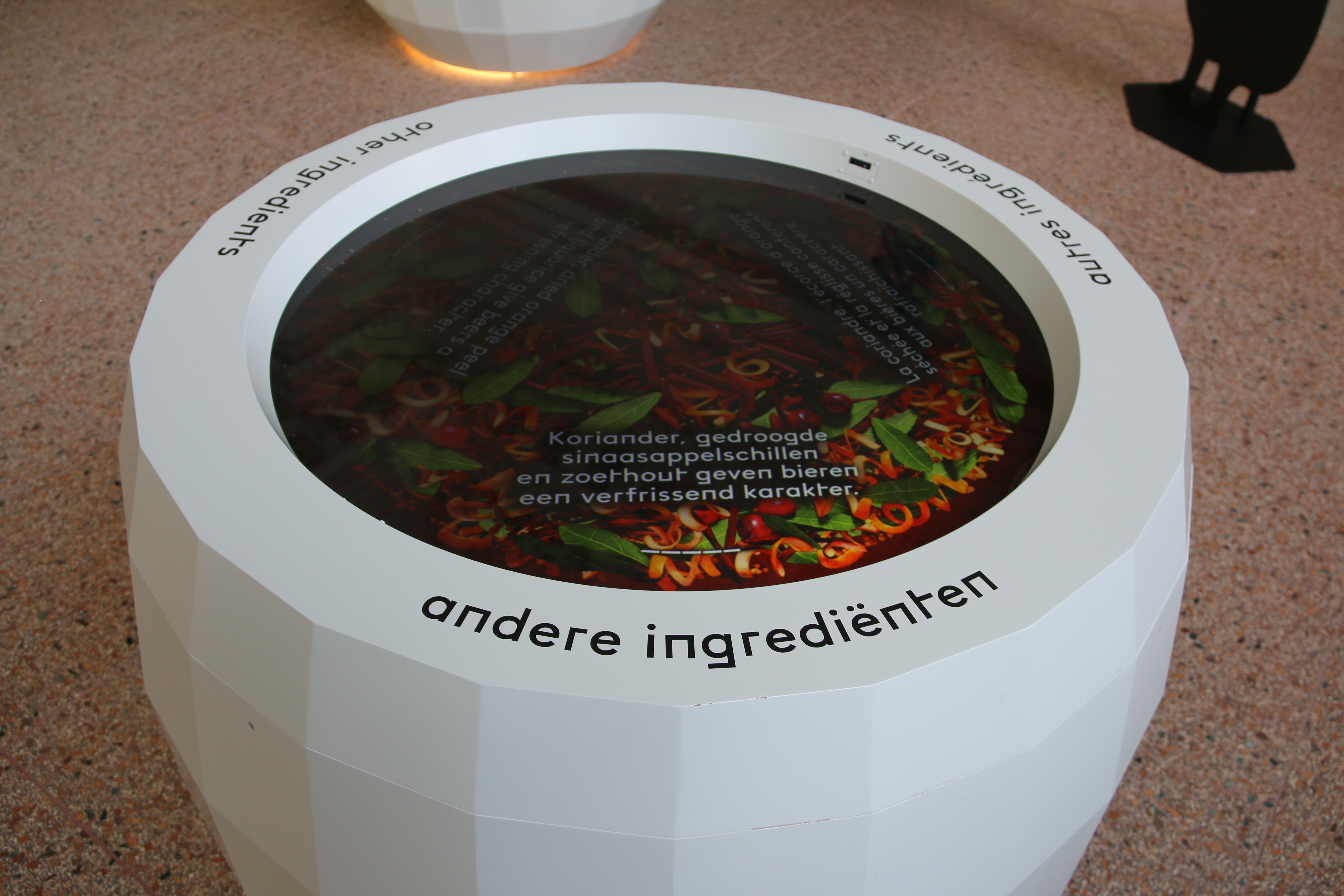
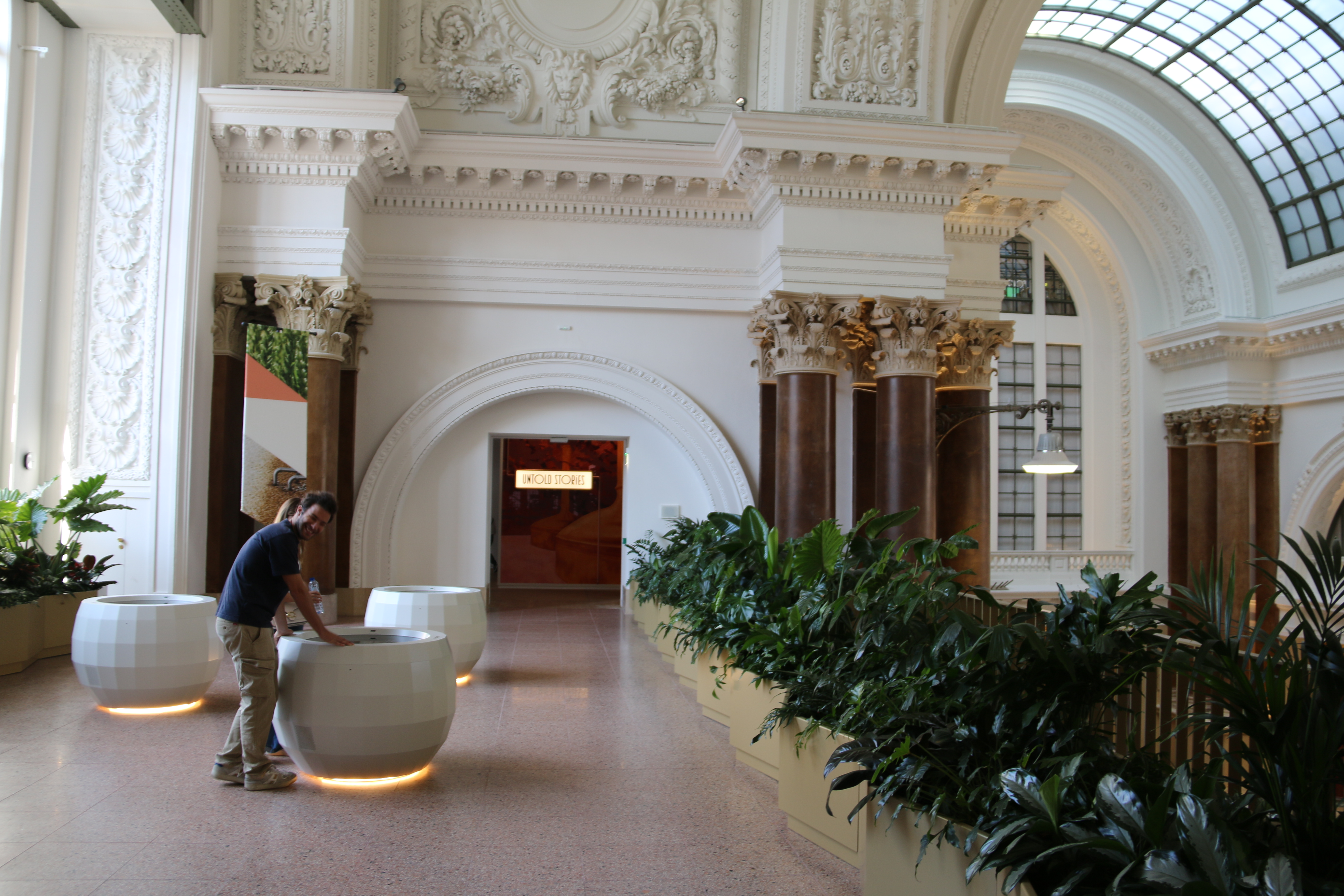
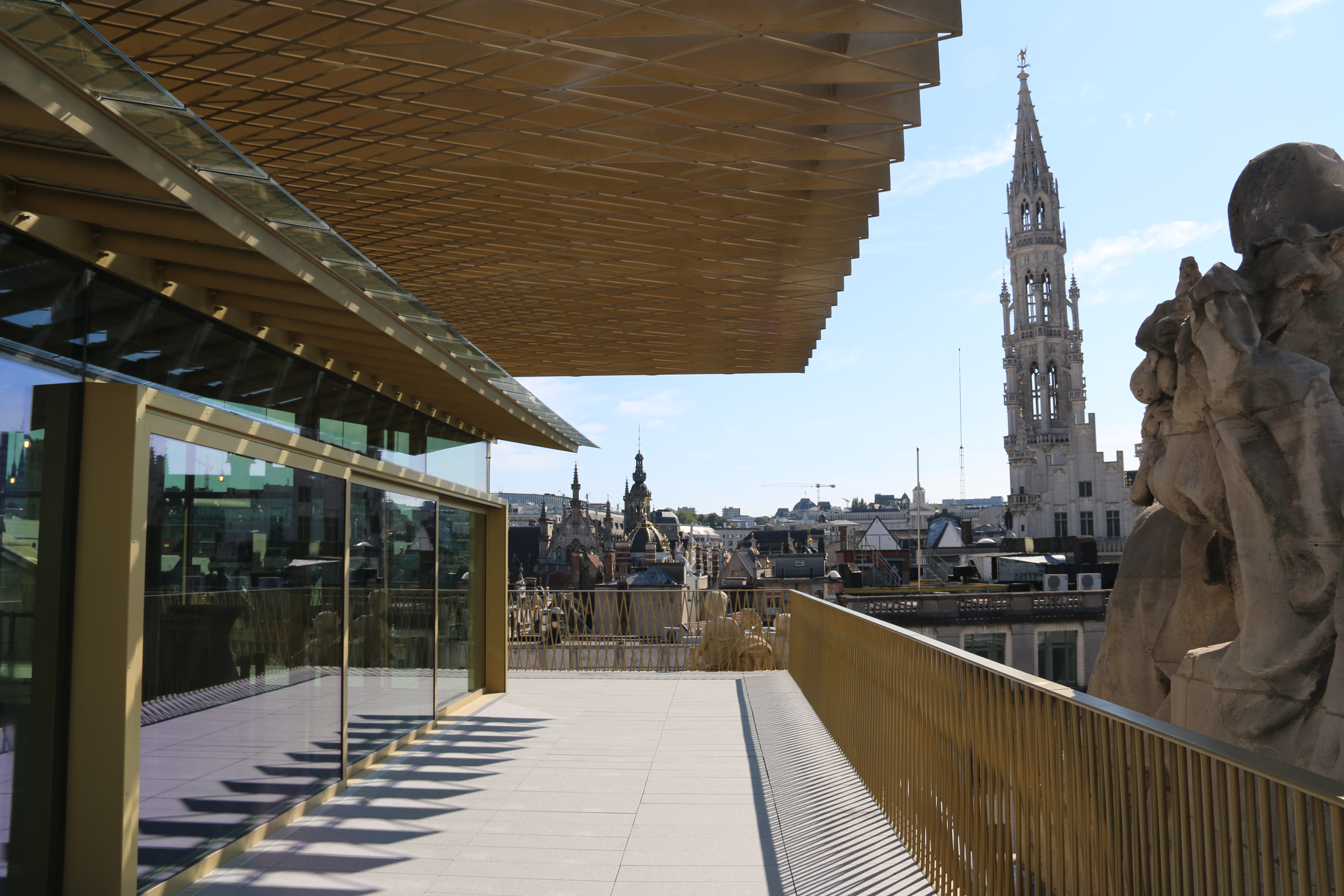
Sky Bar